# 玉蟾記
《玉蟾記》，又名《十二美人玉蟾緣》、《十二緣評話》、《十二緣玉蟾記》，清代小說，通元子黃石著，全書六卷、五十三回。
玉蟾記寫明朝將軍張經之子張昆與十二位美人的故事。故事背景是明朝嘉靖年間，嚴嵩專權亂政，張經被奸黨陷害，滿門被斬。幼子張崑被救出，神仙通元子以十二枚玉蟾相赠。張崑與十二美女除暴安良最後完婚。有光緒元年（1875年）重鐫本。